# 塞夫朗-利夫里站
塞夫朗-利夫里站（法語：Gare de Sevran - Livry），是法国的一个铁路车站，属于大区快铁B线B5支线。开通于1860年，位于塞纳-圣但尼省塞夫朗。属于第四收费区（法語：Zone 4）。